# کلینتس
کلینتس (به چکی: Klínec) یک منطقهٔ مسکونی در جمهوری چک است که در ناحیه پراگ-غرب واقع شده‌است. کلینتس ۵٫۱۶ کیلومتر مربع مساحت و ۵۲۹ نفر جمعیت دارد و ۳۲۲ متر بالاتر از سطح دریا واقع شده‌است.